# Haukat Järvenpää
Haukat Järvenpää (w skrócie Haukat) – fiński klub hokeja na lodzie z siedzibą w Järvenpää.

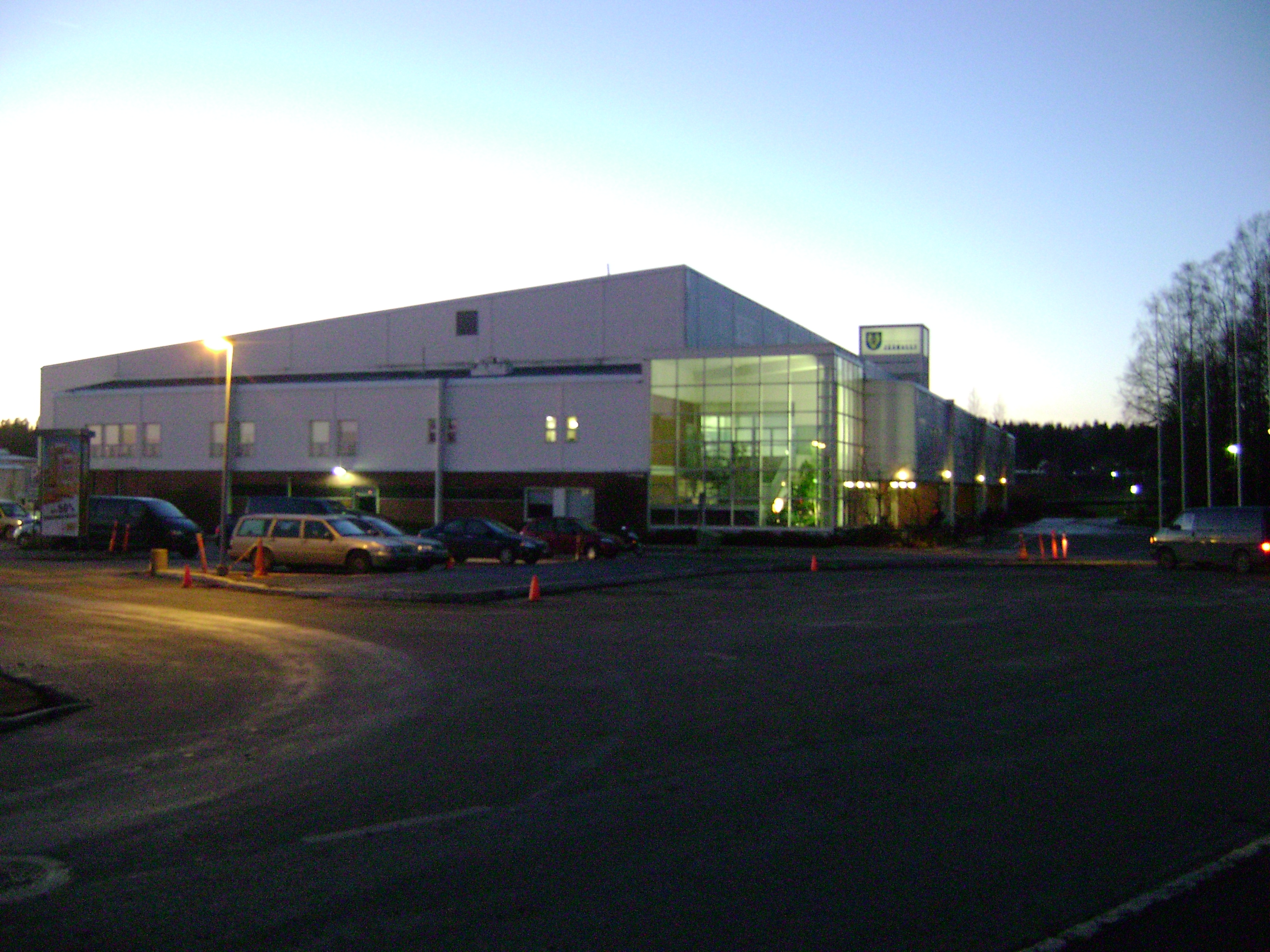
Lodowisko klubu

## Sukcesy
- Srebrny medal Suomi-sarja: 2021